# 三碘化氮
三碘化氮，或称碘化氮，是化学式为NI3的无机化合物。它是对接触极其敏感的爆炸物，少量即可引发爆炸而发出噼啪声，伴随有紫色碘蒸汽的生成。NI3可与NH3等生成一系列的加合物，结构复杂，但由于稳定性不强，因此研究不多。其中典型的如NI3·NH3，含有-N-I-骨架，是个聚合物。

## 分解
NI3的分解反应为：
2NI3(s) → N2(g) + 3I2(g); ΔH = –290 kJ/mol

## NI3及衍生物的结构
三碘化氮是深红色固体，1990年首次用X射线晶体学研究了其结构。当时的制备路线不含氨，是以氮化硼和一氟化碘在−30 °C和三氯一氟甲烷溶剂中反应制得的，产物纯但产率不高。 和氨及其他氮的三卤化物一样，NI3为三角锥型结构，分子对称性C3v。
一般以碘和氨反应制备三碘化氮。于低温无水氨中反应时，反应的初始产物是NI3·(NH3)5，温度升高时该物质失去氨生成1:1的加合物NI3·NH3。而以碘和氨水反应时，首先生成的是碘代氨：
2NH3 + I2  NH2I + NH4+ + I-
碘浓度足够大时，可析出黑色NI3·NH3固体：
NH2I + 2I2 + 3NH3 → 2NH4+ + 2I− + NI3·NH3(s)
这个加合物是法国化学家伯纳德·库图瓦在1812年首先发现的，但化学式却直到1905年才由斯尔波拉德（Silberrad）搞清楚。 它在固态时含有由类似硅氧四面体 的NI4四面体联结而成的 - NI2 - I - NI2 - I - NI2 - I - 长链，氨分子位于链间。此外，在(NI3·NH3)n结构中，N-I'-N'三原子为线形或接近线形，对称性很强，它们之间的作用力可以用分子轨道理论中的三中心四电子键来描述。
NI3·NH3在暗处和用氨润湿时是稳定的，乾燥時按下列反应爆炸性分解：
8NI3·NH3 → 5 N2 + 6 NH4I + 9 I2
热力学上，NI3·NH3的不稳定性可归咎于特别稳定的产物N2，氮分子中键级为3；然而其爆炸性亦可能与碘原子相对较大的半径导致的位阻有关。
除NI3·NH3外，三碘化氮还可与路易斯鹼生成其他加合物，如：NI3·3 NH3、NI3·~5 NH3、NI3·C5H5N、NI3·CH3C5H4N、NI3·~5.5 C5H5NO和NI3·~2.5 C4H4S等。

## 演示爆炸反应
- 高中课堂中，常以少量的三碘化氮来演示“化学炸弹”，[5]“引爆剂”则通常是羽毛或空气气流，以突出其感度（英语：Sensitivity (explosives)）之强。此外，三碘化氮还是唯一已知的可被α粒子和核裂变产物引爆的炸药。[6]
- NI3·NH3爆炸后留下的橙黄-紫色的碘迹可用硫代硫酸钠溶液洗去。
- 三碘化氮是Brainiac科学系列节目（Brainiac: Science Abuse）"Peter Logan's Exploding Paste"一集中所用的爆炸物。由于安全原因，节目中并未透露制备三碘化氮的细节。
- 在罗伯特·海因莱因的小说《法汉的赎身契》（Farnham's Freehold）中，同名的休·法汉将三碘化氮（由氨和碘制备）作为爆炸火药使用。